# Timothy Manning
Timothy Manning (ur. 15 listopada 1909 w Balingeary w Irlandii, zm. 23 czerwca 1989 w Los Angeles) – amerykański duchowny, arcybiskup Los Angeles, kardynał.

## Życiorys
Studiował teologię katolicką w Menlo Park w Kalifornii i Rzymie. Święcenia kapłańskie przyjął w 1934, został mianowany biskupem pomocniczym Los Angeles w 1946 w wieku 36 lat. W 1967 objął biskupstwo we Fresno w Kalifornii. W 1969 ustanowiony arcybiskupem koadiutorem diecezji Los Angeles, którą objął w 1970. 5 marca 1973 papież Paweł VI mianował go kardynałem prezbiterem z kościołem tytularnym S. Lucia a Piazza d'Armi. Był głównym konsekratorem arcybiskupa Williama Levady, byłego prefekta Kongregacji Nauki Wiary.
Służył jako arcybiskup do emerytury w 1985. Rezydował następnie w parafii Świętej Rodziny w South Pasadena. Przez całe życie był nałogowym palaczem. Zmarł na raka płuca. Pochowany na Calvary Cemetery. Zgodnie z wolą rodziny jego ciało nie zostało przeniesione do mauzoleum w nowo wybudowanej katedrze Matki Bożej Anielskiej.